# 村木保裕
村木 保裕（むらき やすひろ、1958年3月23日 - ）は、元東京高等裁判所裁判官。

## 経歴
岐阜県出身。岐阜県立岐阜高等学校、中央大学法学部卒業。
1983年、25歳で司法試験に合格。名古屋市での司法修習（38期）を経て、1986年4月から判事補として広島地方裁判所に勤務。1988年、名古屋地方裁判所ならびに名古屋家庭裁判所に勤務。1991年、金沢地方裁判所に勤務。1994年、山口地方裁判所に勤務。
1996年4月から判事となる。1997年、津家庭裁判所に勤務。1999年、東京地方裁判所に勤務。
2000年4月1日、東京地方裁判所判事兼東京家庭裁判所判事に補せられる。同時に東京高等裁判所判事職務代行を命ぜられる。高等裁判所で刑事第5部を担当。
同年5月19日、東電OL殺人事件の控訴審（一審で無罪判決を受け、検察側が控訴）において、ネパール国籍の被告人の保釈請求を却下する決定を行う。2000年12月22日、上記ネパール国籍の被告人に逆転の無期懲役判決。
2001年8月、児童買春により、東京地裁で懲役2年執行猶予5年の有罪判決を受け、確定。裁判長は山室惠であった。11月28日、裁判官弾劾裁判所によって罷免された。7例目の弾劾裁判であり、また史上初の高裁判事（正確には職務代行）の弾劾である。

## 関連文献
- 『ジュリスト』2001年10月1日号
- 『新潮45』2001年9月号
- 『新潮45』2001年10月号
- 『読売ウイークリー』2001年9月16日号
- 『読売ウイークリー』2001年8月12日号
- 『週刊新潮』2001年8月16日・23日合併号
- 『週刊新潮』2001年6月7日号
- 『テーミス』2001年7月号
- 『テーミス』2001年11月号
- 『週刊文春』2001年6月14日号
- 佐野眞一『東電OL症候群』（新潮社、2001年）
- 佐野眞一『新 忘れられた日本人IV 昭和の人』（毎日新聞社、2012年）